# 바크먼 터너 오버드라이브
바크먼 터너 오버드라이브(Bachman–Turner Overdrive)은 캐나다의 록 밴드이다.